# A.M. Music/Diskografie
Die Diskografie von A.M. Music umfasst Veröffentlichungen, die von A.M. Music, seinem Vorläufer Mülleimer Records sowie seinen zahlreichen Sublabels veröffentlicht wurden. Die Katalognummern wurden zum Teil inkonsequent geführt und weichen sowohl bei Nachpressungen, als auch bei Rereleases stark voneinander ab.

## Hauptlabels

### Mülleimer Records (bis 1986)
- 1981: NoRMAhl – Stuttgart über alles (EP) (Mülleimer Records 001)
- 1981: NoRMAhl – Verarschung total (Mülleimer Records 002)
- 1981: Chaos Z – Abmarsch (EP) (Mülleimer Records 003)
- 004 war für Chaos Z – Ohne Gnade vorgesehen, die LP erschien aber dann über Rock-O-Rama[1]
- 1981: NoRMAhl – Ein Volk steht hinter uns (EP) (Mülleimer Records 005)
- 1983: Verschiedene Interpreten – Ultra Hardcore Power (Mülleimer Records 006)
- 1983: Herbärds – Eu! Se Bois (Mülleimer Records 007)
- 1983: Inferno – Tod und Wahnsinn (Mülleimer Records 008)
- 1984: NoRMAhl – Der Adler ist gelandet (Mülleimer Records 009)
- 1983: Maniacs/Tin Can Army – Maniacs/Tin Can Army (Split-LP) (Mülleimer Records 010)
- 1984: Verschiedene Interpreten – Hardcore Power Music 2 (Mülleimer Records 011)
- 1984: Hungry for What – And the War Goes On (Mülleimer L1)
- 1984: Triebtäter – Hass & Krieg (104 LP)
- 1984: Lustfinger – Harte Männer tanzen nicht (107 LP)
- 1986: The Idiots – They Call Us: The Idiots (Mülleimer Records 012)
- 1985: Boskops – Lauschgift (Mülleimer Records 013)
- 1985: NoRMAhl – Harte Nächte (Mülleimer Records 014)
- 1984: Verschiedene Interpreten – We Don’t Need Nuclear Force (Mülleimer Records 015)
- 1986: Maniacs – White Rose of Resistance (Mülleimer Records 016)
- 1986: NoRMAhl – Live in Switzerland (Mülleimer Records 017)
- 1986: The Idiots – Same (ohne Label)
- 1986: The Idiots – Emmy Oh Emmy (001 7’’)

### A.M. Music (1986–1999)
- 1986: Inferno – Live & Loud (A&M Music)
- 1987: Vellocet – Captive of Reality (Snake 001)
- 1988: NoRMAhl – Biervampir (Single) (Snake 002)
- 1988: NoRMAhl – Fraggles/Urlaub (Snake S005 7’’)
- 1988: NoRMAhl – Deutschland 87/Harte Nächte (Snake S006 7’’)
- 1989: Verschiedene Interpreten – Das waren noch Zeiten (Snake 003 LP/Snake 025 CD)
- 1989: The Idiots – Never Give Up (Snake 004)
- 1989: Verschiedene Interpreten – Schlachtrufe BRD (Snake 005 LP/Snake 015 CD)
- 1990: Inferno – Geschöpf ohne Gehirn/Im Namen der Forschung (Snake S007 7’’)
- 1988: NoRMAhl – Fröhliche Weihnachten (Snake S008 7’’)
- 1990: Hannen Alks – Hannen Alks Fieber (Snake 006)
- 1990: NoRMAhl – Verarschung total (Remix 1990) (Snake 007 LP/Snake 010 CD)
- 1990: Boskops – Sol 12 (Snake 008)
- 1990: NoRMAhl – Verarschung total (Remix 1990) (Snake 007)
- 1990: Boskops – F.E.D.I.A. (Snake 009)
- 1990: NoRMAhl – Ein Volk steht hinter uns (Snake 011)
- 1990: NoRMAhl – Harte Nächte (Snake 012)
- 1990: NoRMAhl – Live in Switzerland (Snake 013)
- 1990: Boskops – Sol 12/F.E.D.I.A (Snake 014)
- 1990: Verschiedene Interpreten – Deutsche Punkklassiker (Snake 016 LP/Snake 017 CD)
- 1990: Daily Terror – Abrechnung (Snake 018 LP/Snake 019 CD)
- 1990: Verschiedene Interpreten – Kampftrinker Stimmungshits (Snake 020 LP/Snake 021 CD)
- 1990: Verschiedene Interpreten – Neues Deutschland (Snake 022 LP/Snake 023 CD)
- 1990: Frohlix – Des Wahnsinns fette Beute (Snake 0?? CD)
- 1991: Frohlix – Durchgeknallt (Snake 0?? CD)
- 1991: Inferno – It Should Be Your Problem (Snake 024 CD)
- 1991: Boskops – Non Plus Ultra (Snake 026 LP)
- 1991: Boskops – Non Plus Ultra/Lauschgift (Snake 027 CD)
- 1991: Hannen Alks – Kaperfahrt ins Mädchenpensionat (Snake 028 LP/Snake 029 CD)
- 1991: Anne Clark – The Last Emotion (Boxset)
- 1990: Verschiedene Interpreten – Punk Aid (Snake 032 12’’)
- 1991: Inferno – Hibakusha/Tod und Wahnsinn (Snake 033 CD)
- 1992: Verschiedene Interpreten – Ultra-Hardcore-Power Vol. 1 (Snake 034 CD)
- 1992: Maniacs – The White Rose of Resistance (Snake 035 CD)
- 1992: Verschiedene Interpreten – Hardcore Power Music Vol. 2 (Snake 036 CD)
- 1992: Verschiedene Interpreten – Schlachtrufe BRD 2 (Snake 038 LP/Snake 029 CD)
- 1992: Fliehende Stürme – Priesthill (Snake 042 CD)
- 1992: Verschiedene Interpreten – Die deutsche Punkinvasion (Snake 043 LP/Snake 044 CD)
- 1994: Verschiedene Interpreten – Gothic Compilation Part I (21817-A1 CD)
- 1994: Geistige Verunreinigung – Plenare Insassen (Snake 045 CD)
- 1994: Marionetz – Jetzt knallt’s (Snake 046 CD)
- 1994: Verschiedene Interpreten – Schlachtrufe BRD 3 (Snake 047 CD)
- 1994: Verschiedene Interpreten – Kampftrinker Stimmungshits Vol. 2 (Snake 048 LP/CD)
- 1994: Hannen Alks – Quaken verboten (Snake 049 CD) (nach einem Rechtsstreit mit der Hannen-Brauerei später als Die Alks)
- 1995: Fliehende Stürme – Fallen (Snake 052 CD)
- 1995: Verschiedene Interpreten – Schlachtrufe BRD 4 (Snake 053 CD)
- 1995: Chaos Z – 45 Jahre auf Bewährung (Snake 054 CD)
- 1995: Chaos Z – Die gnadenlosen Jahre 80–83 (Snake 058 CD)
- 1996: Silke Bischoff – Silke Bischoff (AM CD-011 VHS)
- 1996: Vorkriegsjugend – Vorkriegsjugend (Snake 055 CD)
- 1996: Kapitulation B.o.N.n. – Feuer! (Snake 056 CD)
- 1996: Verschiedene Interpreten – Die deutsche Punkinvasion 2 (Snake 057 CD)
- 1996: Verschiedene Interpreten – Haste mal ’ne Mark? (Snake 050 CD)
- 1996: Geistige Verunreinigung – Steinschlag (Snake 0?? CD)
- 1996: Bums – Im schwarz gelben Herzen vom Revier (Snake 0?? MCD)
- 1996: Bums – Die Macht im Ruhrpottr (Snake 0?? MCD)
- 1996: Silke Bischoff – Waste of Time (AM 103 VHS)
- 1997: Inferno – Die radikalen Jahre (Snake 051 CD)
- 1997: Verschiedene Interpreten – Kampftrinker Stimmungshits Vol. 3 (Snake 059 LP/CD)
- 1997: Verschiedene Interpreten – Die deutsche Punkinvasion 3 (Snake 060 CD)
- 1997: Fliehende Stürme – An den Ufern (Snake 061 CD)
- 1997: Verschiedene Interpreten – Haste mal ’ne Mark? Die Zweite (Snake 062 CD)
- 1997: Ausbruch – Harte Zeiten (Snake 063 CD)
- 1997: Hass – …allein genügt nicht mehr (Snake 064 CD)
- 1997: Rawside – Staatsgewalt (Snake 065 CD)
- 1997: Kapitulation B.o.N.n. – Blut (Snake 066 CD)
- 1997: Verschiedene Interpreten – Schlachtrufe BRD 5 (Snake 067 CD)
- 1997: Morgentot – …denn sie wussten, was sie taten! (CD)
- 1998: Bums – Räumt auf! (Snake 068 CD)
- 1998: Die Zusamm-Rottung – Jetzt erst recht (Snake 069 CD)
- unbekanntes Jahr: N.O.T.A – None of the Above (LP)
- unbekanntes Jahr: Silke Bischoff – The Man on the Woodrn Cross (A.M. CD-010)

## Sublabels

### Bonecrusher Records
- 1985: Offenders – Endless Struggle (Bone 001 LP)
- 1996: AufBruch – Abend in der Stadt (Bone 005 CD)
- 1996: Bums – Fluchtpunkt Terror (Bone 007 CD)
- 1997: Verschiedene Interpreten – Kein Castor (Bone 0?? MCD)
- 1998: AufBruch – Nicht ohne euch (Bone 010 CD)

### Disaster Recordsda
- 1984: Backwater – Revelation (Disaster 10001 LP)
- 1986: The Glorious English Dogs – Forward Into Battle (Disaster 10002 LP)
- 1984: Backwater – Final Strike (Disaster 10003 LP)
- 1986: Angel Dust – Into the Dark Past (Disaster 10004 LP)
- 1986: Exumer – Possessed by Fire (Disaster 10005 LP)
- 1986: Verschiedene Interpreten – US Streetcore Invasion (Disaster 10006 LP)
- 1987: Exumer – Rising from the Sea (Disaster 10007 LP)
- 1987: Angel Dust – To Dust You Will Decay (Disaster 10008 LP)
- 1988: Mandator – Initial Velocity (Disaster 10009 LP/CD)
- 1989: Mandator – Perfect Progery (Disaster 10010 LP/CD)
- 1997: Dr. Death – Preapocylptic Visions (Disaster 10011 CD)

### Gothic Records
- 1995: La Morte de la Maison – Aaron’s Rod (GOT CD 002)
- 1995: Darc Entries – Deaf, Mute and Crippled (GOT CD 006 Maxi)
- 1995: Verschiedene Interpreten – The Gothic Compilation Part II (CD 003)
- 1995: Verschiedene Interpreten – Dark Sonics Compilation (CD 004)
- 1996: Verschiedene Interpreten – The Gothic Compilation Part III (CD 003)
- 1996: Crudeness – Life Before Death (GOT 007 MCD)
- 1996: Verschiedene Interpreten – The Gothic Compilation Part IV (CD 008)
- 1996: Verschiedene Interpreten – The Gothic Compilation Part 5 (GOT 009)
- 1997: Verschiedene Interpreten – The Gothic Compilation Part VI (GOT 010)
- 1997: Verschiedene Interpreten – The Gothic Compilation Part VII (GOT 011)
- 1998: Verschiedene Interpreten – The Gothic Compilation Part VIII (GOT 012)
- 1999: Verschiedene Interpreten – The Gothic Compilation Part IX (GOT 013)

### HZ Media
- 2000: Verschiedene Interpreten – Schlachtrufe BRD 6 (Snake HZ Media CD)
- 2002: Verschiedene Interpreten – Die deutsche Punkinvasion 4 (Snake 071 CD)
- 2002: Aufbruch – 15 Jahre: 1986–2001 (Snake 72 CD)

### Psycho Records
- 1994: Shock Therapy – Santa's Little Helper: Rarities, Oddities and Other Festive Diseases (CD 001)
- 1995: Shock Therapy – Cancer (CD 002)
- 1995: Shock Therapy – Hate Is a 4-Letter Word (CD 003)
- 1995: Shock Therapy – Heaven and Earth (CD 004)
- 1995: Shock Therapy – I Can’t Let Go (CD 005 Maxi)
- 1997: Shock Therapy – No Fear of Death (CD 006)

### Revolution Rock
- 1990: Daily Terror – Abrechnung (Revolution 002 LP/CD)
- 1993: Daily Terror – Apocalypso (Revolution 003 LP/004 CD)
- 199?: V-Mann Joe – Verrat! Verrat! (Revolution 005 CD)

### Undertainment
- 1995: Genesis P-Orridge & Psychic TV – Breathe – Spoken Ambient Words (UT002CD)
- 1996: Delerium – Reflections 1 (UT002CD)
- 1996: Delerium – Reflections 2 (UT001CD)